# Ostřice zčernalá
Ostřice zčernalá (Carex aterrima, syn.: Carex atrata subsp. aterrima) je druh jednoděložné rostliny z čeledi šáchorovité (Cyperaceae). Někdy je udávána i pod jmény ostřice nejtmavší nebo ostřice tmavá zčernalá.

## Popis
Jedná se o rostlinu dosahující výšky nejčastěji 30–60 cm. Bývá vyšší než blízce příbuzný druh ostřice tmavá, která dosahuje jen výšky cca 15–30 cm. Je vytrvalá, trsnatá s krátkými oddenky. Listy jsou střídavé, přisedlé, s listovými pochvami. Lodyha je trojhranná, nahoře drsná (nikoliv celá hladká jako ostřice zčernalá), delší nebo stejně dlouhá jako listy. Čepele jsou asi 5–11 mm široké, ploché nebo někdy nadvinuté, bledě až sivě zelené. Ostřice tmavá má listy užší, nejčastěji 3–6 mm široké. Pochvy bazálních listů jsou nachově černohnědé až černé, jen slabě vláknitě rozpadavé. Ostřice nejtmavší patří mezi různoklasé ostřice, avšak vrcholový klásek není pouze samčí, ale je smíšený. Dole jsou samčí květy, na špičce klásků jsou samičí. Bočních klásků je nejčastěji 1–4 cm a jsou zpravidla celé samičí. Dolní listen je často delší než celé květenství. Okvětí chybí. V samčích květech jsou zpravidla 3 tyčinky. Čnělky jsou většinou 3, vzácně 2. Plodem je mošnička, která je široce vejčitá, 4–5 mm dlouhá, žlutozelená, později nachově černá, na vrcholu zúžená do velmi krátkého zobánku. Podobná ostřice tmavá má mošničky nejčastěji 3–4 mm dlouhé. Každá mošnička je podepřená plevou, která je nachově černá se světlejším lemem, špičatá. Kvete nejčastěji v červnu až v červenci. Počet chromozómů: 2n=54.

## Rozšíření
Ostřice zčernalá roste v horách jižní a střední Evropy, hlavně v Alpách, Karpatech a Sudetech, dále je rozšířena na jižním Urale.

## Rozšíření v Česku
V ČR roste roste velmi vzácně v subalpínských polohách Krkonoš a Hrubého Jeseníku, v minulosti rostla možná i na Králickém Sněžníku. Je to silně ohrožený druh flóry ČR, kategorie C2. Jedná se o blízce příbuzný druh ostřice tmavé, proto byla někdy udávána i jako její poddruh, ostřice tmavá zčernalá (Carex atrata subsp. aterrima).